# هنری تیمسون لوکین
هنری تیمسون لوکین (انگلیسی: Henry Lukin; ۲۴ مهٔ ۱۸۶۰ – ۱۵ دسامبر ۱۹۲۵) فرد نظامی اهل پادشاهی متحد بریتانیای کبیر و ایرلند بود. وی همچنین برندهٔ جوایزی همچون نشان حمام شده‌است.